# Тетильківці (Кременецький район)
Тети́льківці (пол. Tetylkowce) — село в Україні, у Шумській міській громаді Кременецького району Тернопільської області. Розташоване на річці Вілія, на північному сході району.
До 2020  підпорядковане Вілійській сільській раді.
Населення — 636 осіб.

## Населення

### Мова
Розподіл населення за рідною мовою за даними перепису 2001 року:
| Мова       | Кількість | Відсоток |
| ---------- | --------- | -------- |
| українська | 636       | 100%     |

## Історія
Поблизу села виявлено археологічні пам'ятки підкарпатської культури шнурової кераміки.
Перша писемна згадка — 1326 року як Вілія Верхня.
25 серпня 1698 року король Речі Посполитої Август ІІ  дарує село Тетликівці (в орігіналіTetlykowce)Кам'янецького повіту, Волинського воєводства  з усіма жителями, лісами, млинами, доходами і т.ін. волинському каштелянові Францишку Ледуховському та його дружині, Гелені Семашковні.
У часи російської імперії належало до Крем'янецької волості Крем'янецького повіту Волинської губернії.
У старих документах згадано про Тетильківці як новоселицький маєток, який граничив до селища «Верхньої Вилії». Наприкінці 19ст. було там 93 доми і 823 жителів, дерев'яна церква (1775 р.), в бібліотеці було багато стародруків і кілька рукописних книжок з 17 ст. («Рукописний Ермолїгон»). За селом — урочище «Татарські гребельки».
Колись село належало до Джевицьких пізніше — до Масловських. В 19 ст. знайдено там монетний скарб. За переписом 1911 р. до поміщика М. В. Маслова в селі Тетильківці належало 503 десятини.
1 жовтня 1933 року утворено ґміну Катербурґ Кременецького повіту і село включено до неї.
Діяли «Просвіта» та інші товариства.
12 червня 2020 року, відповідно до розпорядження Кабінету Міністрів України № 724-р «Про визначення адміністративних центрів та затвердження територій територіальних громад Тернопільської області» село увійшло до складу Шумської міської громади.
19 липня 2020 року, в результаті адміністративно-територіальної реформи та ліквідації Шумського району, село увійшло до складу Кременецького району.

## Пам'ятки
Є церква св. Василія (1938, мурована).

## Соціальна сфера
Працюють ЗОШ 1-2 ступ., клуб, бібліотека, ФАП, торговельний заклад.

## Відомі люди

### Народилися
- Нагорний Ростислав Васильович (нар. 1948) — український педагог, директор Надвірнянського коледжу Національного транспортного університету.
- Річинський Арсен Васильович (1892—1956) — український громадський, політичний і церковний діяч, композитор, фотограф, краєзнавець, основоположник української етнології релігії, лікар.

## Цікавинки
- Гурт Los Colorados часто після своїх виступів кидає гасло «Вимагаємо, щоб у село Тетильківці провели газ». Подібне гасло потрапило в програму гурту не випадково — вокаліст гурту — Руслан Приступа, мешкає у сусідньому селі.[6]

## Галерея

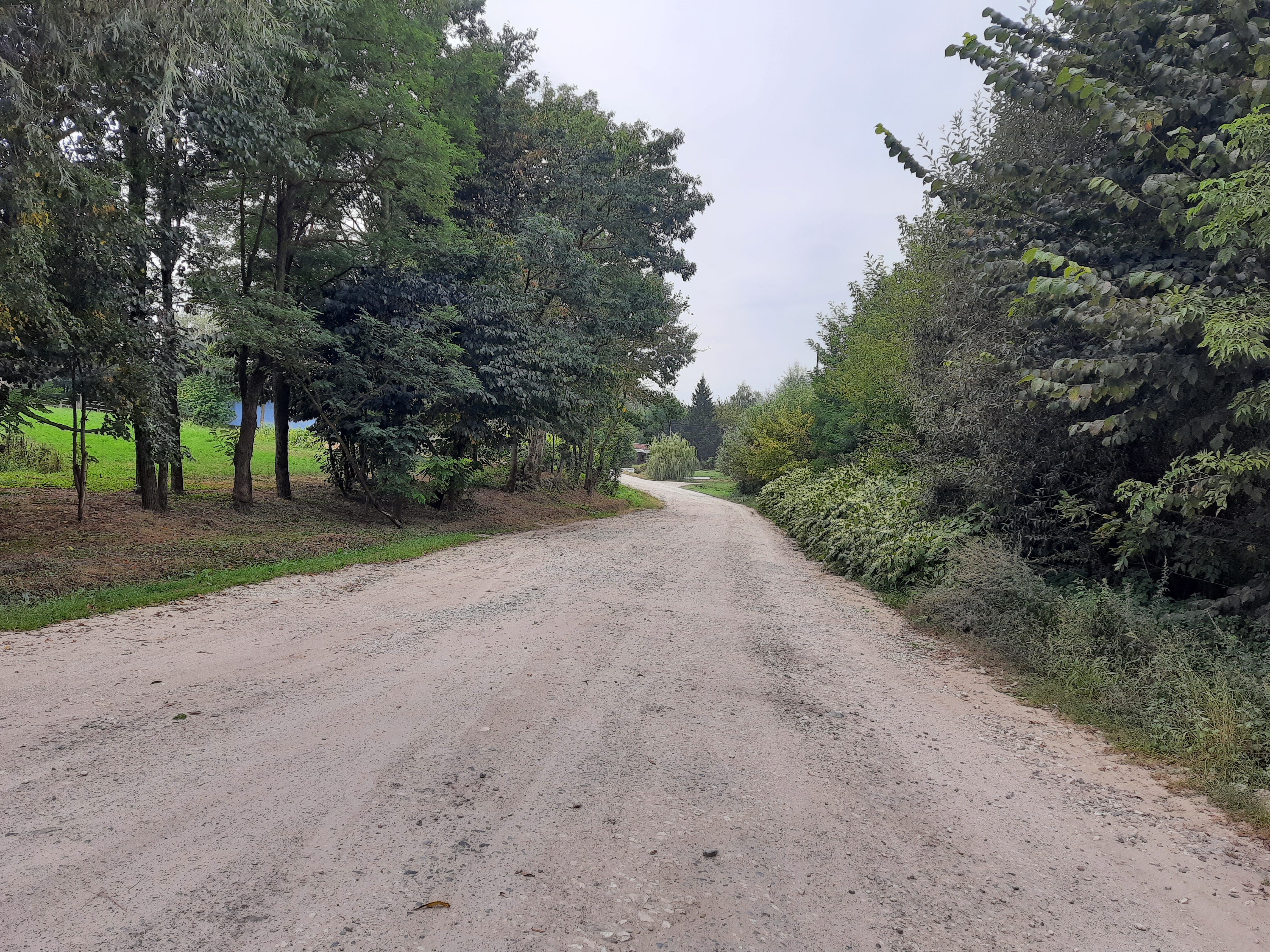
Сільська вулиця
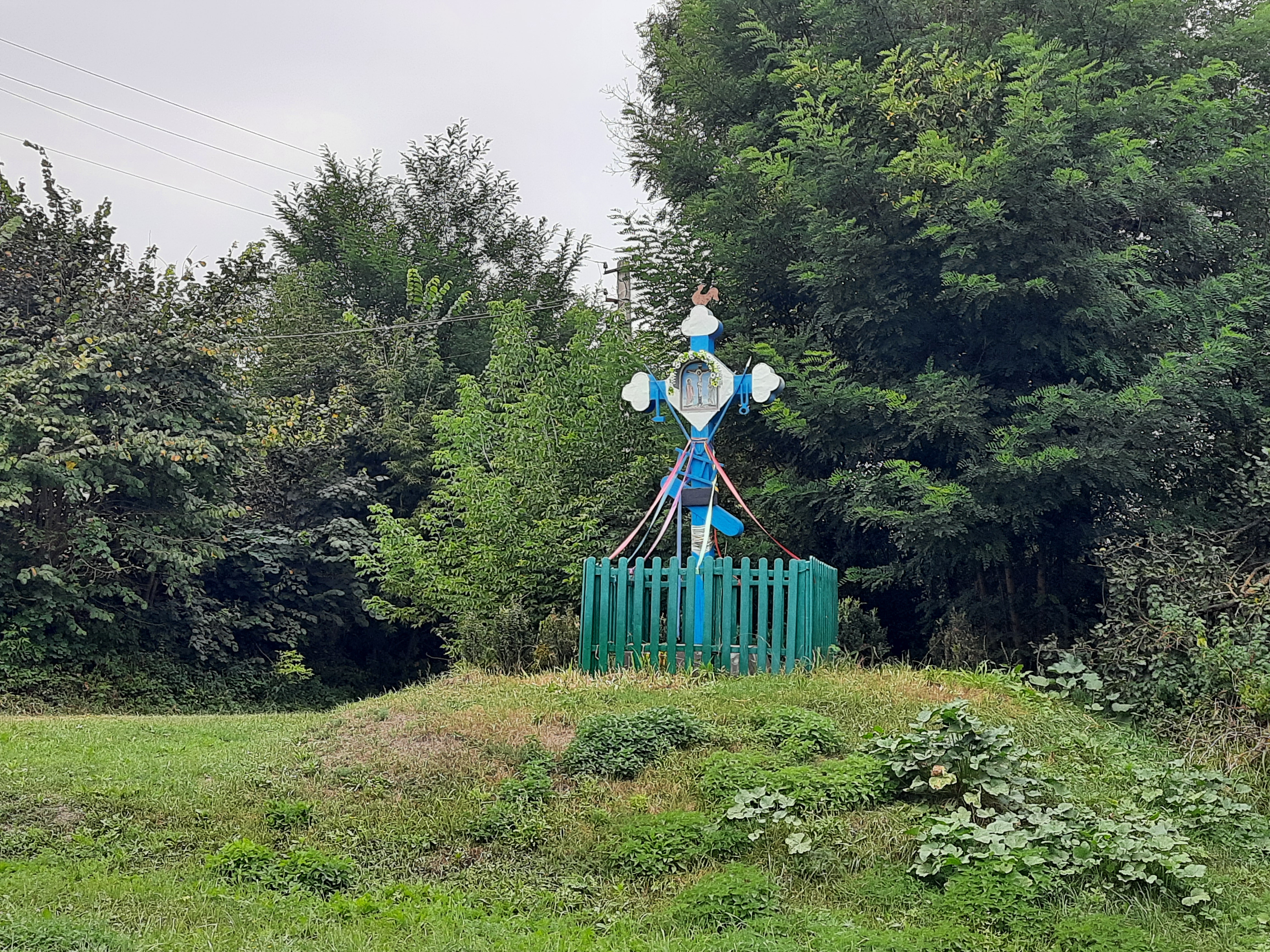
Пам'ятний хрест
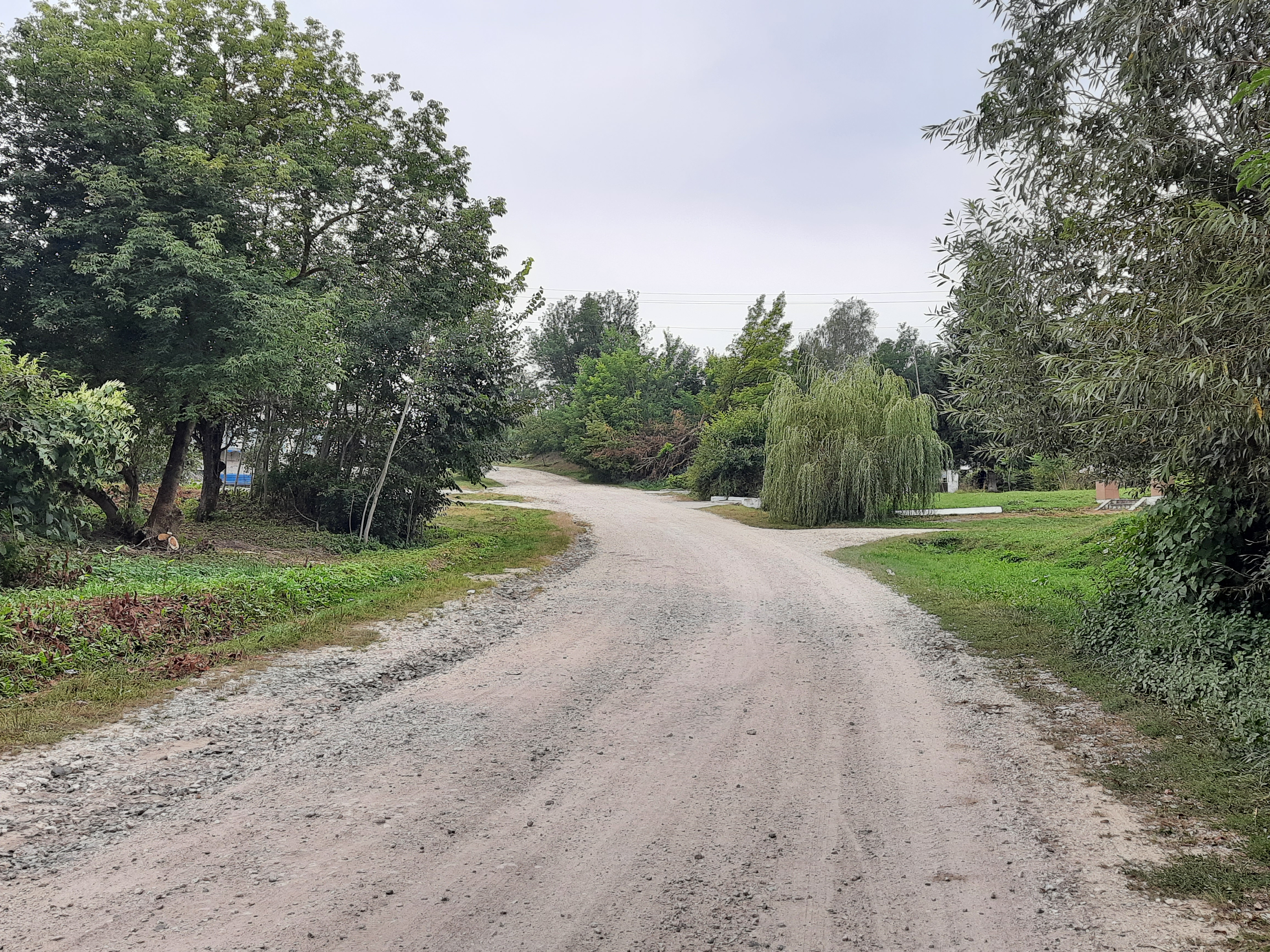
Сільський пейзаж
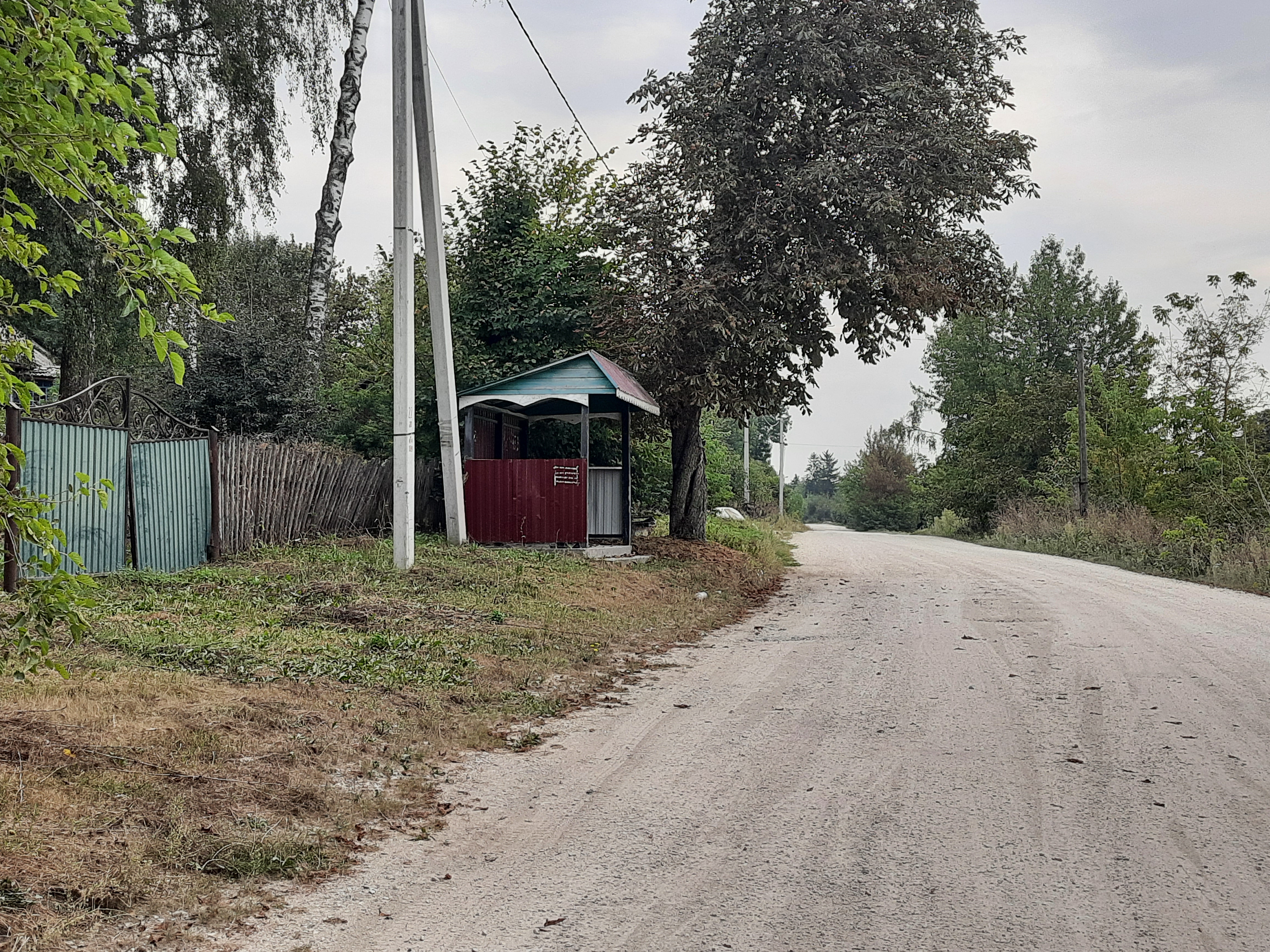
Автобусна зупинка
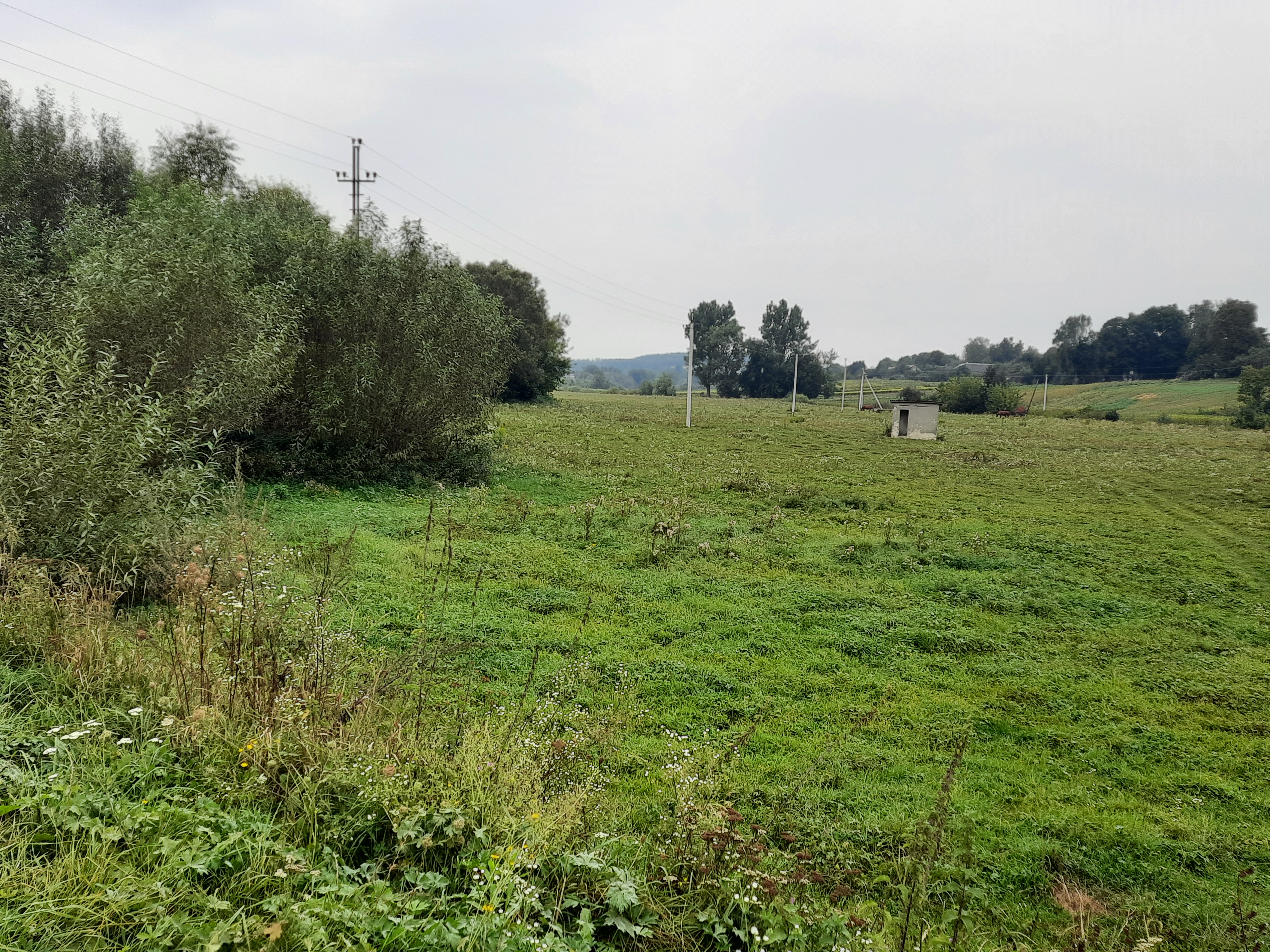
Краєвид біля села